# Anel do CTR
O Anel do CTR é um anel usado por grande parte dos membros de A Igreja de Jesus Cristo dos Santos dos Últimos Dias e significa 'Choose the Right' traduzido como "Escolha o que é Certo" ou "Conserva Tua Rota". É utilizada para ensinar princípios corretos às crianças e utilizadas pelos membros da igreja como um lembrete para agir em retidão. A expressão foi tomada de um hino do mesmo nome escrito por Joseph L. Townsend.

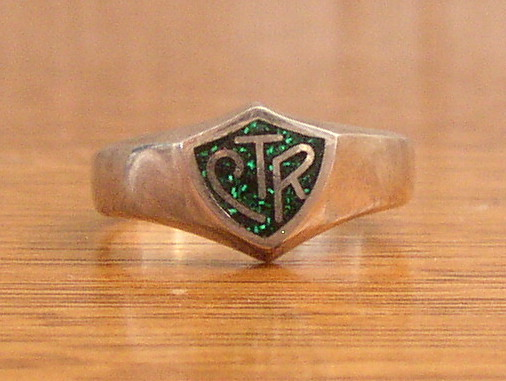
Anel do CTR.

As letras CTR, uma referência a essa frase, são incorporados a um escudo em forma de logotipo desenhado por Helen Alldredge, um Conselheiro Geral da Primária na década de 1960. Em 1970, uma comissão da igreja liderada por Naomi W. Randall recomendou que o escudo oficial da Igreja fosse incorporado material. Desde então, tanto a frase como o símbolo religioso tem sido utilizado em materiais educativos para a juventude da Primária. O símbolo é usado também na cultura SUD por membros de todas as idades, tanto como um lembrete do lema, como um indicador de filiação religiosa. As iniciais CTR, exibidas no escudo e em outras formas, pode ser visto principalmente nos anéis CTR, assim como em outros tipos de jóias, camisetas, fichas e artigos de papelaria.
A frase "Escolha o que é Certo" e a abreviatura "CTR" não são marcas registradas nos Estados Unidos e podem ser utilizados por qualquer pessoa para fins comerciais.